# ユナイテッド・ジャズ+ロック・アンサンブル
ユナイテッド・ジャズ+ロック・アンサンブル（United Jazz + Rock Ensemble）は、ドイツで結成されたブラス・ジャズ・ロック、フュージョンのバンド。

## 略歴
1970年代半ばにドイツのテレビ番組に出演し活動を開始する。1977年、Moodレコードからレコードデビュー。コンピレーション、ライブ盤を含めて全14枚のアルバムを発表。ドイツを中心にヨーロッパ各地で多くのコンサートを行った。2002年に解散ツアーを行い活動を停止した。楽曲はメンバー其々のオリジナルを中心としたものであり、ブラス楽器を大胆に取り入れたアレンジはハードバップ、フリージャズ、ロック、ファンク、クラシックとあらゆる要素を取り込んだサウンド構成で各メンバーの高度なソロ演奏が評判を呼んだ。
メンバーはドイツ人とイギリス人を中心に常時10人編成である。主なメンバーはウォルフガング・ダウナー（ピアノ）、フォルカー・クリーゲル（エレクトリック・ギター）、チャーリー・マリアーノ（ソプラノ・サックス、アルト・サックス）、アルベルト・マンゲルスドルフ（トロンボーン）、エバーハルト・ウェーバー（ベース）、イアン・カー（トランペット、フリューゲルホルン）、ケニー・ホイーラー（トランペット、フリューゲルホルン）、アック・バン・ルーイエン（トランペット、フュリューゲルホルン）、バーバラ・トンプソン（ソプラノ・サックス、テナー・サックス）、ジョン・ハイズマン（ドラムス）らである。

## ディスコグラフィ

### アルバム
- Live Im Schützenhaus (1977年)
- Teamwork (1978年)
- The Break Even Point (1979年)
- Live In Berlin (1981年)
- United Live Opus Sechs (1984年)
- Round Seven (1987年)
- Na Endlich! / Live In Concert (1992年)
- Live Die Neunte Von United (1996年)
- X (1999年)

### コンピレーション
- Zwischenbilanz - Das Beste Aus Den Jahren 1977-1981 (1982年)
- Highlights (1987年)
- Highlights II (1994年)